# پل آکاشی کای کیو
پل آکاشی کای کیو، شناخته شده به نام پل مروارید، با دهانه مرکزی به طول ۱۹۹۱ متر بزرگترین دهانه مرکزی را در بین پل‌های معلق در اختیار دارد، این پل در ژاپن قرار دارد و در سال ۱۹۹۸ میلادی ساخته شده‌است . این پل با گذشتن از روی تنگه آکاشی، شهر کوبه در هونشو را به ایوایا در جزیره آواجی متصل می‌کند.
شکل ساختاری

این پل سه دهنه دارد.دهنه مرکزی ۱۹۹۱ متر(۶۵۳۲فوت) و دو قسمت دیگر نیز هر کدام ۹۶۰ متر (۳۱۵۰فوت) است. این پل در کل ۳۹۱۱ متر (۱۲۸۳۱ فوت) درازا دارد. در واقع در طراحی‌ها دو دهنه با طول ۱۹۹۰متر(۶۵۲۹فوت) در کنار هم بودند ولی زمین‌لرزه کوبه در ۱۷ ژانویه ۱۹۹۵ دو دهنه را جابه جا کرد (در آن زمان فقط دو دهنه ساخته شده بود) طوری که ۱ متر (۳٫۳فوت) به طول هریک اضافه شد.
این پل با سیستم تیر نگهدارندهٔ دو مفصلی طراحی شده که این ساختار به آن اجازهٔ مقاومت در برابر: باد تا سرعت ۲۸۶ کیلومتر بر ساعت (۱۷۸ مایل در ساعت), زلزله تا اندازه ۸٫۵ در مقیاس ریشتر و جریان آب دریا، را می‌داد. همچنین برای این پل شاغول‌هایی طراحی شده که هنگام به وجود آمدن فرکانس تشدید نیروها را تعدیل کنند. دو برج پشتیبان اصلی ۲۸۲٫۸ متر(۹۲۸فوت) از سطح آب ارتفاع دارند و پل در طول یک روز به علت گرما تا ۲متر(۷ فوت) می‌تواند افزایش طول داشته باشد.برای هر تکیه گاه ۳۵۰۰۰۰ تن بتن استفاده شده‌است. کابل‌های فولادی شامل ۳۰۰۰۰۰ کیلومتر(۱۹۰۰۰۰مایل) سیم است. کلفتی هر کابل ۱۱۲ سانتی متر(۴۴اینچ) و شامل ۳۶۸۳۰ رشته سیم است.
پل آکاشی کایکیو از ۱۷۳۷ لامپ برای روشنایی استفاده می‌کند که شامل : ۱۰۸۴ عدد برای کابل‌های اصلی، ۱۱۶ عدد برای برج‌های اصلی, ۴۰۵ عدد برای تیرها و ۱۳۲ عدد برای تکیه گاههاست. روی کابل‌های اصلی سه لامپ تخلیه بزرگ با رنگ‌های قرمز, سبز و آبی تعبیه شده‌است. از مدل RGB و نرم‌افزارهای کامپیوتر برای ترکیب بندی چندگانه رنگ استفاده شده‌است.در حال حاضر از ۲۸ الگو برای موقعیت‌هایی نظیر جشن‌های ملی و منطقه ای, روزهای خاطره انگیز و فستیوال‌ها استفاده می‌شود.